# Gustav Thorun

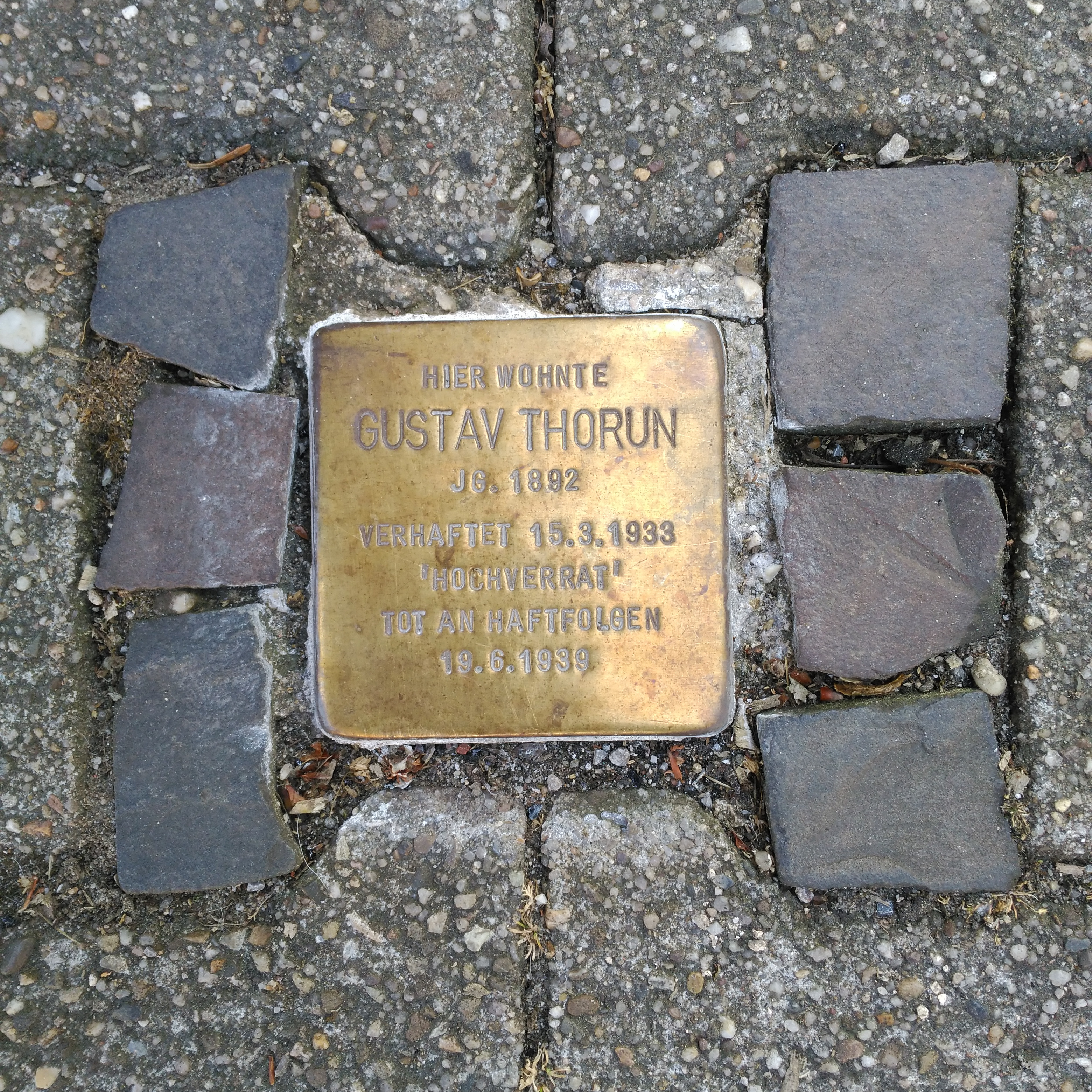
Stolperstein für Gustav Thorun in Bottrop

Gustav Thorun (* 9. Juli 1892 in Mauenwalde, Kreis Gerdauen.; † 19. Juni 1939 in Bottrop) war ein deutscher Politiker (KPD).
Thorun war Schlosser, bevor er hauptamtlicher Parteisekretär der KPD in Bottrop wurde. Dort war er auch 1924 bis 1933 Stadtverordneter und dort Vorsitzender der KPD-Fraktion. Von 1930 bis 1933 gehörte er dem Provinziallandtag der Provinz Westfalen an. Dieser wählte ihn im Januar 1930 in den Preußischen Staatsrat. Nach der Machtergreifung der Nationalsozialisten schied er aus dem Provinziallandtag und Staatsrat aus und beteiligte sich am politischen Widerstand. Nach seiner Verhaftung wurde er vom 5. April 1933 bis zum 22. Juni 1934 in „Schutzhaft“ gehalten. Der Haftgrund lautete Vorbereitung zum Hochverrat und illegale kommunistische Tätigkeit. Thorun starb im Juni 1939 an den Haftfolgen. Ein Stolperstein in Bottrop, Vienkenstraße 27 erinnert an ihn.